# Андерс Лімпар
А́ндерс Лі́мпар (швед. Anders Limpar, нар. 24 вересня 1965, Сольна) — шведський футболіст, що грав на позиції півзахисника.

## Клубна кар'єра
У дорослому футболі дебютував 1981 року виступами за команду клубу «Броммапойкарна», в якій провів п'ять сезонів, взявши участь у 77 матчах чемпіонату.
Згодом з 1986 по 1990 рік грав у складі команд клубів «Ергрюте», «Янг Бойз» та «Кремонезе».
Своєю грою за останню команду привернув увагу представників тренерського штабу лондонського «Арсенала», до складу якого приєднався 1990 року. Відіграв за «канонірів» наступні чотири сезони своєї ігрової кар'єри.
Протягом 1994—2000 років захищав кольори клубів «Евертон», «Бірмінгем Сіті», АІК та «Колорадо Рапідз».
Завершив професійну ігрову кар'єру у клубі «Юргорден», за команду якого виступав протягом 2000 року.

## Виступи за збірну
1987 року дебютував в офіційних матчах у складі національної збірної Швеції. Протягом кар'єри у національній команді, яка тривала 10 років, провів у формі головної команди країни 58 матчів, забивши 6 голів.
У складі збірної був учасником чемпіонату світу 1990 року в Італії, чемпіонату Європи 1992 року у Швеції, а також чемпіонату світу 1994 року у США, на якому команда здобула бронзові нагороди.

## Титули та досягнення

### Командні
- Чемпіон Англії (1):

«Арсенал» (Лондон):  1990–91
- Володар Кубка Футбольної ліги (1):

«Арсенал» (Лондон):  1992–93
- Володар Суперкубка Англії з футболу (1):

«Евертон»: 1995
- Чемпіон Швеції (1):

АІК:  1998
- Володар Кубка Швеції (1):

АІК: 1998-99
- Бронзовий призер чемпіонату світу: 1994

### Особисті
- Найкращий шведський футболіст року (1):

1991